# ستانلي نيكولاس غارلاند
ستانلي نيكولاس غارلاند (بالإنجليزية: Stanley Nicholas Garland)‏ هو صاحب مطعم نيوزيلندي، ولد في 25 يناير 1892، وتوفي في 15 نوفمبر 1964.